# Maksymilian I Józef Wittelsbach

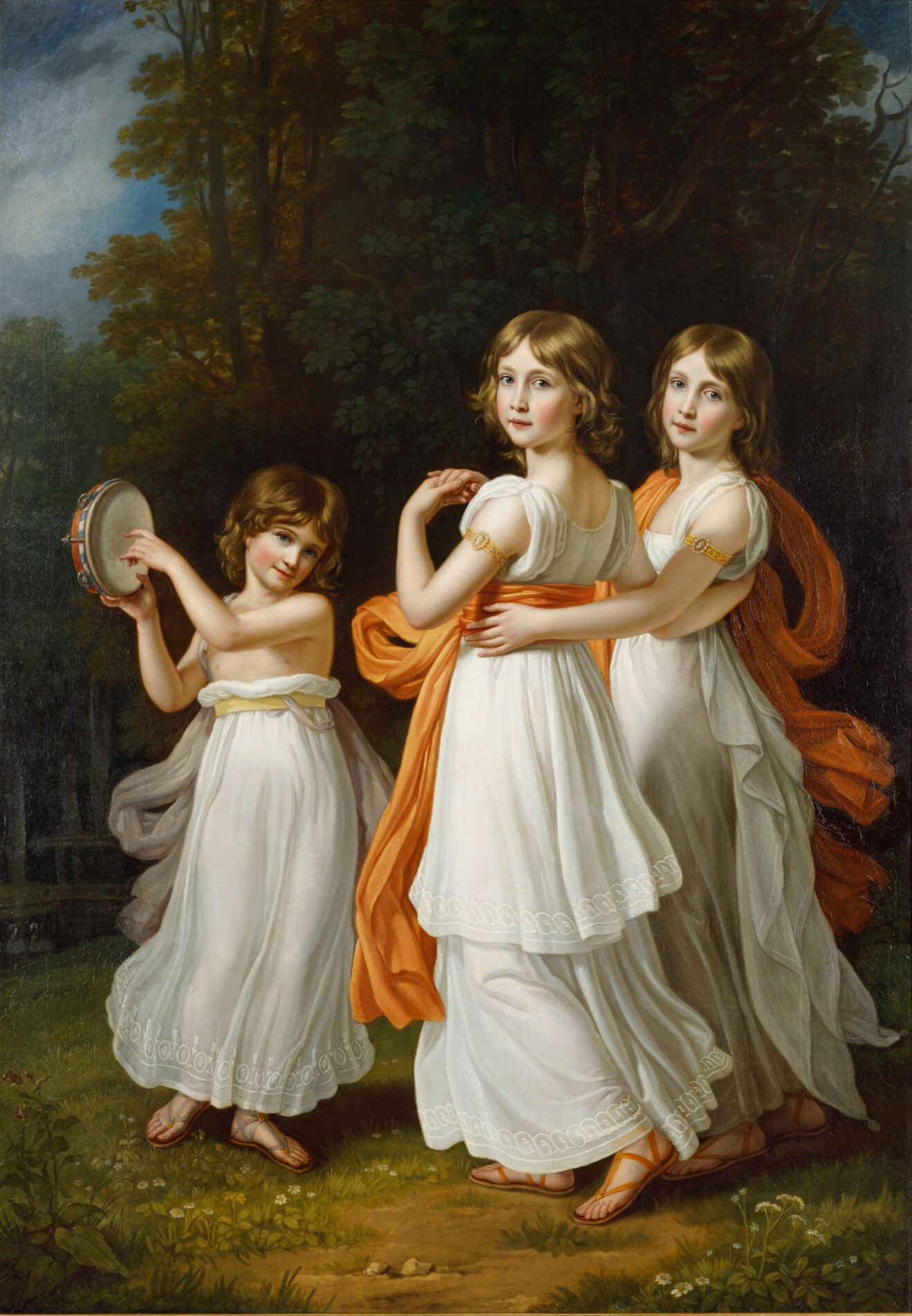
Córki Maksymiliana I: Ludwika, Maria i Zofia

Maksymilian I Józef Wittelsbach (Maria Michael Johann Baptist Franz de Paula Joseph Kaspar Ignatius Nepomuk; ur. 27 maja 1756 w Schwetzingen, zm. 13 października 1825 w Monachium) – hrabia Rappoltstein od 1776, książę Palatynatu Dwóch Mostów od 1795, książę-elektor Bawarii i Palatynatu w latach 1799–1805 jako „Maksymilian IV Józef”, król Bawarii w latach 1806–1825 jako „Maksymilian I Wittelsbach”.

## Młodość
Najmłodszy syn księcia Fryderyka Michała i Marii Franciszki. Miał czwórkę rodzeństwa m.in.: Karola - księcia Palatynatu-Zweibrücken, Amalię - żonę króla Saksonii Fryderyka Augusta I Wettyna. Wychowywał się we Francji, odebrał staranne wykształcenie pod okiem swojego wuja Christiana IV Wittelsbacha. Przebywał w Strasburgu, gdzie służył w Corps d’Alsace, tu został pułkownikiem. Jako najmłodszy syn nie był przewidziany jako następca tronu, dlatego w 1778 wuj nadał mu tytuł hrabiego Rappoltstein.

## Książę Zweibrücken, Elektor Bawarii i Palatynatu
Po śmierci brata w 1795 został księciem Palatynatu-Zweibrücken, jednocześnie został następcą elektora Bawarii i Palatynatu Reńskiego Karola IV Teodora. Wojska francuskie zajęły księstwo Zweibrücken w 1797. Elektor umarł 16 lutego 1799, a o jego śmierci poinformowała Maksymiliana Maria Leopoldyna Habsburg-Este, żona zmarłego elektora, a jego kochanka. Maksymilian został księciem elektorem Bawarii i Palatynatu Reńskiego, arcyklucznikiem Rzeszy, księciem Jülich i Bergu, księciem Palatynatu Neuburg i Sulzbach. Założył Bawarską Akademię Nauk. W 1800 przeniósł Uniwersytet z Ingolstadt do Landshut. Wprowadził nowy kodeks karny, oraz podatki dla wszystkich bez względu na status społeczny, przeprowadził sekularyzację dóbr kościelnych, przeznaczając uzyskane w ten sposób środki na rozwój edukacji. W polityce zagranicznej sympatyzował z Francją. Na mocy pokoju w Preszburgu przestało istnieć Święte Cesarstwo Rzymskie, a wszyscy dotychczasowi elektorzy przyjęli tytuły królewskie. 1 stycznia 1806 w Monachium Maksymilian Józef został pierwszym królem Bawarii. Tytuł księcia Bergu przekazał Joachimowi Muratowi.

## Król Bawarii
12 lipca 1806 Bawaria wraz z 16 innymi krajami wstąpiła do Związku Reńskiego. Po klęsce Napoleona Bonaparte w bitwie pod Lipskiem zdecydował się na rozmowy z Austrią. 8 października 1813 w miejscowości Ried podpisano porozumienie na mocy którego Bawaria opuściła Związek Reński i przystąpiła do VI koalicji antyfrancuskiej, w zamian za co Maksymilian otrzymał potwierdzenie swojego tytułu królewskiego zaś Bawaria otrzymała gwarancje suwerenności. W 1808 król nadał Bawarii konstytucję, której rewizja nastąpiła w 1818, i z drobnymi poprawkami obowiązywała do 1918. Osobiście uczestniczył w Kongresie Wiedeńskim, na którym zapadła decyzja o przyłączeniu do Bawarii Würzburgu w zamian za zrzeczenie się na rzecz Austrii Tyrolu i Salzburga.
Maksymilian zmarł 13 października 1825. Spoczywa w kościele teatynów w Monachium.

## Odznaczenia
- Wielki Mistrz Orderu Świętego Huberta[1]
- Wielki Mistrz Orderu Świętego Jerzego[1]
- Wielki Mistrz Orderu Lwa Palatyńskiego[1] (likwidator w 1808)[2]
- Wielki Mistrz Orderu Maksymiliana Józefa (fundator w 1808)[3][4]
- Wielki Mistrz Orderu Zasługi Korony Bawarskiej (fundator w 1808)[3][4]
- Wielki Mistrz Orderu Świętego Michała (od 1812)[2]
- Krzyż Wielki Orderu Legii Honorowej (1805, Francja)[5]
- Krzyż Wielki Orderu Świętego Stefana (Węgry)
- Order Złotego Runa (1813, Austria)[6]
- Order Słonia (1815, Dania)[4]

## Małżeństwa
30 września 1785 w Darmstadt ożenił się z księżniczką heską Augustą Wilhelminą, mieli pięcioro dzieci:
- Ludwik I (1786–1868), król Bawarii
- Augusta Amelia (1788–1851), żona Eugeniusza de Beauharnais
- Amelia Maria (1790–1794)
- Karolina Augusta (1792–1873), żona (1) Wilhelma I, króla Wirtembergii (2) Franciszka II, cesarza Austrii
- Karol Teodor (1795–1875), feldmarszałek Bawarii

Augusta Wilhelmina zmarła 30 marca 1796 roku na chorobę płuc. 9 marca 1797 roku w Karlsruhe poślubił Karolinę Fryderykę Badeńską, mieli ośmioro dzieci (w tym dwie pary bliźniąt):
- syn zmarły przy porodzie (1799)
- Maksymilian Józef (1800–1803)
- Elżbieta Ludwika (1801–1873), żona Fryderyka Wilhelma IV, króla Prus
- Amelia Augusta (1801–1877), żona Jana I, króla Saksonii
- Maria Anna (1805–1877), żona Fryderyka Augusta II, króla Saksonii
- Zofia Fryderyka (1805–1872) – żona arcyksięcia Franciszka Karola
- Ludwika Wilhelmina (1808–1892), żona księcia Maksymiliana Bawarskiego
- Maksymiliana Józefa (1810–1821)

## Genealogia
| Prapradziadkowie                                          | Christian I Wittelsbach (1598–1654) ∞1630 Magdalena Wittelsbach (1606–1648)            | Jan Jakub zu Rappoltstein (1598–1673) ∞1637 Anna Klaudia zu Salm-Kyrburg (1615–1673)   | Gustaw Adolf Nassau-Saarbrücken (1632–1677) ∞1662 Eleonora Hohenlohe-Neuenstein (1632–1709) | Henryk Fryderyk Hohenlohe-Langenburg (1625–1699) ∞1658 Juliana zu Castell-Remlingen (1640–1706) | Christian Wittelsbach (1622–1709) ∞1649 Amelia Nassau-Siegen (1613–1669)               | Wilhelm Hessen-Rheinfels-Rothenburg (1648–1725) ∞1669 Maria Anna zu Löwenstein (1652–1688) | książę-elektor Filip Wilhelm Wittelsbach (1615–1690) ∞1653 Elżbieta Amalia z Hesji-Darmstadt (1635–1709) | Bogusław Radziwiłł (1620–1669) ∞1665 Anna Maria Radziwiłłówna (1640–1667)                               |
| Pradziadkowie                                             | Christian II Wittelsbach (1637–1717) ∞1667 Katarzyna Agata Rappoltstein (1648–1683)    | Christian II Wittelsbach (1637–1717) ∞1667 Katarzyna Agata Rappoltstein (1648–1683)    | Ludwik Nassau-Saarbrücken (1663–1713) ∞1699 Filipina Hohenlohe-Langenburg (1679–1751)       | Ludwik Nassau-Saarbrücken (1663–1713) ∞1699 Filipina Hohenlohe-Langenburg (1679–1751)           | Teodor Wittelsbach (1659–1732) ∞1692 Maria Hessen-Rotenburg-Rheinfels (1675–1720)      | Teodor Wittelsbach (1659–1732) ∞1692 Maria Hessen-Rotenburg-Rheinfels (1675–1720)          | książę-elektor Karol III Filip Wittelsbach (1661–1742) ∞1688 Ludwika Karolina Radziwiłłówna (1667–1695)  | książę-elektor Karol III Filip Wittelsbach (1661–1742) ∞1688 Ludwika Karolina Radziwiłłówna (1667–1695) |
| Dziadkowie                                                | Christian III Wittelsbach (1674–1735) ∞1719 Karolina Nassau-Saarbrücken (1704–1774)    | Christian III Wittelsbach (1674–1735) ∞1719 Karolina Nassau-Saarbrücken (1704–1774)    | Christian III Wittelsbach (1674–1735) ∞1719 Karolina Nassau-Saarbrücken (1704–1774)         | Christian III Wittelsbach (1674–1735) ∞1719 Karolina Nassau-Saarbrücken (1704–1774)             | Józef Karol Wittelsbach (1694–1729) ∞1717 Elżbieta Augusta Wittelsbach (1693–1728)     | Józef Karol Wittelsbach (1694–1729) ∞1717 Elżbieta Augusta Wittelsbach (1693–1728)         | Józef Karol Wittelsbach (1694–1729) ∞1717 Elżbieta Augusta Wittelsbach (1693–1728)                       | Józef Karol Wittelsbach (1694–1729) ∞1717 Elżbieta Augusta Wittelsbach (1693–1728)                      |
| Rodzice                                                   | Fryderyk Michał Wittelsbach (1724–1767) ∞1746 Maria Franciszka Wittelsbach (1724–1794) | Fryderyk Michał Wittelsbach (1724–1767) ∞1746 Maria Franciszka Wittelsbach (1724–1794) | Fryderyk Michał Wittelsbach (1724–1767) ∞1746 Maria Franciszka Wittelsbach (1724–1794)      | Fryderyk Michał Wittelsbach (1724–1767) ∞1746 Maria Franciszka Wittelsbach (1724–1794)          | Fryderyk Michał Wittelsbach (1724–1767) ∞1746 Maria Franciszka Wittelsbach (1724–1794) | Fryderyk Michał Wittelsbach (1724–1767) ∞1746 Maria Franciszka Wittelsbach (1724–1794)     | Fryderyk Michał Wittelsbach (1724–1767) ∞1746 Maria Franciszka Wittelsbach (1724–1794)                   | Fryderyk Michał Wittelsbach (1724–1767) ∞1746 Maria Franciszka Wittelsbach (1724–1794)                  |
| Maksymilian I Józef Wittelsbach (1756–1825), król Bawarii |                                                                                        |                                                                                        |                                                                                             |                                                                                                 |                                                                                        |                                                                                            | | |